# Щетина (вид бороди)

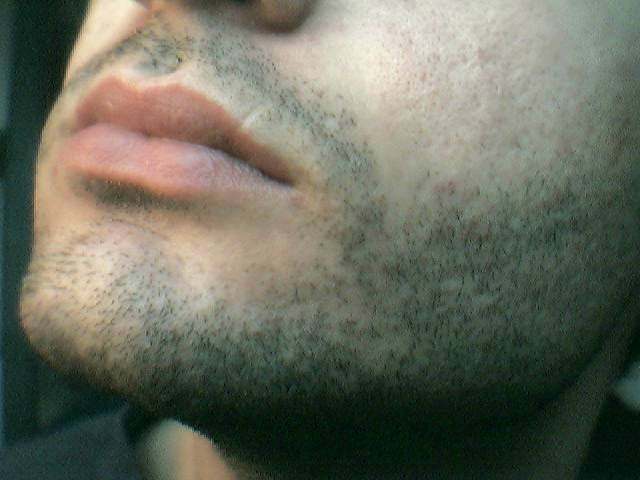
Чоловіча щетина

Щетина — коротке цупке волосся на обличчі чоловіків. Як різновид бороди набула популярності в 1980-х роках. Гормонально може бути присутня лише у дорослих чоловіків.